# Отворено првенство Кине у тенису
Отворено првенство Кине је тениски турнир који се одржава у Пекингу, у Кини. Први пут је одржан 1993. године, када је АТП организовала нове турнире у Азији: Отворено првенство Кине, Отворено првенство Катара и Отворено првенство Дубаија. Део је АТП 500 серије за мушкарце, односно ВТА Премијер серије за жене. Код мушкараца, Новак Ђоковић држи рекорд са шест освојених турнира. Ђоковић је једини тенисер који је турнир освојио четири пута узастопно. Код жена, само су Светлана Кузњецова, Серена Вилијамс, Агњешка Радвањска и Каролина Возњацки успеле да освоје више од једне титуле.

## Протекла финала

### Мушкарци појединачно
| Година                     | Победник                              | Финалиста                             | Резултат                              |
| -------------------------- | ------------------------------------- | ------------------------------------- | ------------------------------------- |
| ↓ АТП Светска серија ↓     |                                       |                                       |                                       |
| 1993.                      | Мајкл Ченг                            | Грег Руседски                         | 7:6(7:5), 6:7(6:8), 6:4               |
| 1994.                      | Мајкл Ченг (2)                        | Андерс Јерид                          | 7:5, 7:5                              |
| 1995.                      | Мајкл Ченг (3)                        | Ренцо Фурлан                          | 7:5, 6:3                              |
| 1996.                      | Грег Руседски                         | Мартин Дам                            | 7:6(7:5), 6:4                         |
| 1997.                      | Џим Куријер                           | Магнус Густафсон                      | 7:6(12:10), 3:6, 6:3                  |
| 1998–2003.                 | Није одржано                          | Није одржано                          | Није одржано                          |
| ↓ АТП Међународна серија ↓ |                                       |                                       |                                       |
| 2004.                      | Марат Сафин                           | Михаил Јужни                          | 7:6(7:4), 7:5                         |
| 2005.                      | Рафаел Надал                          | Гиљермо Корија                        | 5:7, 6:1, 6:2                         |
| 2006.                      | Маркос Багдатис                       | Марио Анчић                           | 6:4, 6:0                              |
| 2007.                      | Фернандо Гонзалез                     | Томи Робредо                          | 6:1, 3:6, 6:1                         |
| 2008.                      | Енди Родик                            | Дуди Села                             | 6:4, 6:7(6:8), 6:3                    |
| ↓ АТП 500 серија ↓         |                                       |                                       |                                       |
| 2009.                      | Новак Ђоковић                         | Марин Чилић                           | 6:2, 7:6(7:4)                         |
| 2010.                      | Новак Ђоковић (2)                     | Давид Ферер                           | 6:2, 6:4                              |
| 2011.                      | Томаш Бердих                          | Марин Чилић                           | 3:6, 6:4, 6:1                         |
| 2012.                      | Новак Ђоковић (3)                     | Жо-Вилфрид Цонга                      | 7:6(7:4), 6:2                         |
| 2013.                      | Новак Ђоковић (4)                     | Рафаел Надал                          | 6:3, 6:4                              |
| 2014.                      | Новак Ђоковић (5)                     | Томаш Бердих                          | 6:0, 6:2                              |
| 2015.                      | Новак Ђоковић (6)                     | Рафаел Надал                          | 6:2, 6:2                              |
| 2016.                      | Енди Мари                             | Григор Димитров                       | 6:4, 7:6(7:2)                         |
| 2017.                      | Рафаел Надал (2)                      | Ник Кириос                            | 6:2, 6:1                              |
| 2018.                      | Николоз Басилашвили                   | Хуан Мартин дел Потро                 | 6:4, 6:4                              |
| 2019.                      | Доминик Тим                           | Стефанос Циципас                      | 3:6, 6:4, 6:1                         |
| 2020.                      | није играно — пандемија вируса корона | није играно — пандемија вируса корона | није играно — пандемија вируса корона |
| 2021.                      | није играно — пандемија вируса корона | није играно — пандемија вируса корона | није играно — пандемија вируса корона |
| 2022.                      | није играно — пандемија вируса корона | није играно — пандемија вируса корона | није играно — пандемија вируса корона |
| 2023.                      | Јаник Синер                           | Данил Медведев                        | 7:6(7:2), 7:6(7:2)                    |

### Жене појединачно
2023. ||  ||

### Мушки парови
| Година                       | Победница                             | Финалисткиња                          | Резултат                              |
| ---------------------------- | ------------------------------------- | ------------------------------------- | ------------------------------------- |
| 1994.                        | Јајук Басуки                          | Кјоко Нагацука                        | 6:4, 6:2                              |
| 1995.                        | Линда Вајлд                           | Ванг Ши-тинг                          | 7:5, 6:2                              |
| 1996.                        | Ванг Ши-тинг                          | Чен Ли Линг                           | 6:3, 6:4                              |
| 1997–1999.                   | Није одржано                          | Није одржано                          | Није одржано                          |
| ↓ Турнир категорије ↓        |                                       |                                       |                                       |
| 2000.                        | Меган Шонеси                          | Ирода Туљаганова                      | 7:6(7:2), 7:5                         |
| 2001.                        | Моника Селеш                          | Никол Прат                            | 6:2, 6:3                              |
| 2002.                        | Ана Смашнова                          | Ана Курњикова                         | 6:2, 6:3                              |
| ↓ Турнир категорије ↓        |                                       |                                       |                                       |
| 2003.                        | Јелена Дементјева                     | Чанда Рубин                           | 6:3, 7:6(8:6)                         |
| 2004.                        | Серена Вилијамс                       | Светлана Кузњецова                    | 4:6, 7:5, 6:4                         |
| 2005.                        | Марија Кириленко                      | Ана-Лена Гренефелд                    | 6:3, 6:4                              |
| 2006.                        | Светлана Кузњецова                    | Амели Моресмо                         | 6:4, 6:0                              |
| 2007.                        | Агнеш Савај                           | Јелена Јанковић                       | 6:7(7:9), 7:5, 6:2                    |
| 2008.                        | Јелена Јанковић                       | Светлана Кузњецова                    | 6:3, 6:2                              |
| ↓ Обавезни Премијер турнир ↓ |                                       |                                       |                                       |
| 2009.                        | Светлана Кузњецова (2)                | Агњешка Радвањска                     | 6:2, 6:4                              |
| 2010.                        | Каролина Возњацки                     | Вера Звонарјова                       | 6:3, 3:6, 6:3                         |
| 2011.                        | Агњешка Радвањска                     | Андреа Петковић                       | 7:5, 0:6, 6:4                         |
| 2012.                        | Викторија Азаренка                    | Марија Шарапова                       | 6:3, 6:1                              |
| 2013.                        | Серена Вилијамс (2)                   | Јелена Јанковић                       | 6:2, 6:2                              |
| 2014.                        | Марија Шарапова                       | Петра Квитова                         | 6:4, 2:6, 6:3                         |
| 2015.                        | Гарбиње Мугуруза                      | Тимеа Бачински                        | 7:5, 6:4                              |
| 2016.                        | Агњешка Радвањска (2)                 | Јохана Конта                          | 6:4, 6:2                              |
| 2017.                        | Каролин Гарсија                       | Симона Халеп                          | 6:4, 7:6(7:3)                         |
| 2018.                        | Каролина Возњацки (2)                 | Анастасија Севастова                  | 6:3, 6:3                              |
| 2019.                        | Наоми Осака                           | Ешли Барти                            | 3:6, 6:3, 6:2                         |
| 2020.                        | није играно — пандемија вируса корона | није играно — пандемија вируса корона | није играно — пандемија вируса корона |
| 2021.                        | није играно — пандемија вируса корона | није играно — пандемија вируса корона | није играно — пандемија вируса корона |
| 2022.                        | није играно — пандемија вируса корона | није играно — пандемија вируса корона | није играно — пандемија вируса корона |

| Година                     | Победници                             | Финалисти                             | Резултат                              |
| -------------------------- | ------------------------------------- | ------------------------------------- | ------------------------------------- |
| ↓ АТП Међународна серија ↓ |                                       |                                       |                                       |
| 2004.                      | Џастин Гимелстоб Грејдон Оливер       | Алекс Богомолов Тејлор Дент           | 4:6, 6:4, 7:6(8:6)                    |
| 2005.                      | Џастин Гимелстоб (2) Нејтан Хили      | Дмитриј Турсунов Михаил Јужни         | 4:6, 6:3, 6:2                         |
| 2006.                      | Марио Анчић Махеш Бупати              | Михаел Берер Кенет Карлсен            | 6:4, 6:3                              |
| 2007.                      | Рик де Вуст Ешли Фишер                | Крис Хагард Лу Јенсјун                | 6:7(3:7), 6:0, [10:6]                 |
| 2008.                      | Стивен Хас Рос Хачинс                 | Ешли Фишер Боби Рејнолдс              | 7:5, 6:4                              |
| ↓ АТП 500 серија ↓         |                                       |                                       |                                       |
| 2009.                      | Боб Брајан Мајк Брајан                | Марк Ноулс Енди Родик                 | 6:4, 6:2                              |
| 2010.                      | Боб Брајан (2) Мајк Брајан (2)        | Маријуш Фирстенберг Марћин Матковски  | 6:1, 7:6(7:5)                         |
| 2011.                      | Микаел Љодра Ненад Зимоњић            | Роберт Линдстет Орија Текау           | 7:6(7:2), 7:6(7:4)                    |
| 2012.                      | Боб Брајан (3) Мајк Брајан (3)        | Карлос Берлок Денис Истомин           | 6:3, 6:2                              |
| 2013.                      | Макс Мирни Орија Текау                | Фабио Фоњини Андреас Сепи             | 6:4, 6:2                              |
| 2014.                      | Жан-Жилијен Ројер Орија Текау (2)     | Жилијен Бенето Вашек Поспишил         | 6:7(6:8), 7:5, [10:5]                 |
| 2015.                      | Вашек Поспишил Џек Сок                | Данијел Нестор Едуар Роже-Васелен     | 3:6, 6:3, [10:6]                      |
| 2016.                      | Пабло Карењо Буста Рафаел Надал       | Џек Сок Бернард Томић                 | 6:7(6:8), 6:2, [10:8]                 |
| 2017.                      | Хенри Континен Џон Пирс               | Џон Изнер Џек Сок                     | 6:3, 3:6, [10:7]                      |
| 2018.                      | Лукаш Кубот Марсело Мело              | Оливер Марах Мате Павић               | 6:1, 6:4                              |
| 2019.                      | Иван Додиг Филип Полашек              | Лукаш Кубот Марсело Мело              | 6:3, 7:6(7:4)                         |
| 2020.                      | није играно — пандемија вируса корона | није играно — пандемија вируса корона | није играно — пандемија вируса корона |
| 2021.                      | није играно — пандемија вируса корона | није играно — пандемија вируса корона | није играно — пандемија вируса корона |
| 2022.                      | није играно — пандемија вируса корона | није играно — пандемија вируса корона | није играно — пандемија вируса корона |
| 2023.                      | Иван Додиг (2) Остин Крајичек         | Весли Колхоф Нил Скупски              | 6:7(12:14), 6:3, [10:5]               |

### Женски парови
| Година                       | Победнице                                      | Финалисткиње                          | Резултат                              |
| ---------------------------- | ---------------------------------------------- | ------------------------------------- | ------------------------------------- |
| ↓ Турнир категорије ↓        |                                                |                                       |                                       |
| 2004.                        | Емануеле Гаљарди Динара Сафина                 | Жисела Дулко Марија Венто-Кабчи       | 6:4, 6:4                              |
| 2005.                        | Нурија Љагостера Вивес Марија Венто-Кабчи      | Јан Ци Џенг Ђе                        | 6:2, 6:4                              |
| 2006.                        | Вирхинија Руано Паскуал Паола Суарез           | Ана Чакветадзе Јелена Веснина         | 6:2, 6:4                              |
| 2007.                        | Џуанг Ђажунг Сје Су-веј                        | Хан Синјуен Сју Јифан                 | 7:6(7:3), 6:3                         |
| 2008.                        | Анабел Медина Гаригес Каролина Возњацки        | Хан Синјуен Сју Јифан                 | 6:1, 6:3                              |
| ↓ Обавезни Премијер турнир ↓ |                                                |                                       |                                       |
| 2009.                        | Сје Су-веј (2) Пенг Шуај                       | Ала Кудрјавцева Јекатерина Макарова   | 6:3, 6:1                              |
| 2010.                        | Џуанг Ђажунг Олга Говорцова                    | Жисела Дулко Флавија Пенета           | 7:6(7:2), 1:6, [10:7]                 |
| 2011.                        | Квјета Пешке Катарина Среботник                | Жисела Дулко Флавија Пенета           | 6:3, 6:4                              |
| 2012.                        | Јекатерина Макарова Јелена Веснина             | Нурија Љагостера Вивес Сања Мирза     | 7:5, 7:5                              |
| 2013.                        | Кара Блек Сања Мирза                           | Вера Душевина Аранча Пара Сантонха    | 6:2, 6:2                              |
| 2014.                        | Андреа Хлавачкова Пенг Шуај (2)                | Кара Блек Сања Мирза                  | 6:4, 6:4                              |
| 2015.                        | Мартина Хингис Сања Мирза (2)                  | Џан Хаоћинг Џан Јунгжан               | 6:7(9:11), 6:1, [10:8]                |
| 2016.                        | Бетани Матек Сандс Луција Шафаржова            | Каролин Гарсија Кристина Младеновић   | 6:4, 6:4                              |
| 2017.                        | Џан Јунгжан Мартина Хингис (2)                 | Тимеа Бабош Андреа Хлавачкова         | 6:1, 6:4                              |
| 2018.                        | Андреа Сестини Хлавачкова (2) Барбора Стрицова | Габријела Дабровски Сју Јифан         | 4:6, 6:4, [10:8]                      |
| 2019.                        | Софија Кенин Бетани Матек Сандс (2)            | Јелена Остапенко Дајана Јастремска    | 6:3, 6:7(5:7), [10:7]                 |
| 2020.                        | није играно — пандемија вируса корона          | није играно — пандемија вируса корона | није играно — пандемија вируса корона |
| 2021.                        | није играно — пандемија вируса корона          | није играно — пандемија вируса корона | није играно — пандемија вируса корона |
| 2022.                        | није играно — пандемија вируса корона          | није играно — пандемија вируса корона | није играно — пандемија вируса корона |
| 2023.                        |                                                |                                       |                                       |

## Рекорди (тенисери)

### Највише титула у појединачној конкуренцији
- Новак Ђоковић: 6 (2009, 2010, 2012, 2013, 2014, 2015)

### Највише титула у конкуренцији парова
- Боб Брајан: 3 (2009, 2010, 2012)
- Мајк Брајан: 3 (2009, 2010, 2012)

### Најстарији победник у појединачној конкуренцији
- Рафаел Надал: 31 година (2017)

### Најмлађи победник у појединачној конкуренцији
- Рафаел Надал: 19 година (2005)

### Најниже рангирани шампион
- Николоз Басилашвили: 34. место на АТП листи (2018)

### Највише добијених мечева
- Новак Ђоковић: 29

Извор: